# La Cuisine des anges (film)
Pour les articles homonymes, voir La Cuisine des anges.
Pour plus de détails, voir Fiche technique et Distribution.
La Cuisine des anges (We're No Angels) est un film de Noël comique américain réalisé par Michael Curtiz, sorti en 1955, d’après la comédie en trois actes d’Albert Husson « La Cuisine des Anges » (1951). 
Une nouvelle version en a été tirée en 1989 avec Nous ne sommes pas des anges par  Neil Jordan.

## Synopsis
À la veille de Noël, alors qu'ils attendent un bateau pour quitter l'Île du Diable où se trouve le bagne dont ils viennent de s'évader, trois bagnards (Humphrey Bogart, faussaire en écriture ; Peter Ustinov, cambrioleur aux doigts magiques et Aldo Ray, accompagné de son serpent venimeux Adolphe), trouvent refuge dans une famille de commerçants, les Ducotel, à laquelle ils rendent de petits services. 
La maison de commerce appartient au cousin de Félix Ducotel, André Trochard qui débarque sur l'île, avec son neveu Paul. La jeune Isabelle Ducotel est amoureuse de Paul, alors que Trochard veut le marier à la fille d'un armateur, car il souhaite enrichir sa flotte pour développer son commerce.
Le soir de Noël, les bagnards organisent un somptueux dîner pour les Ducotel, auxquels ils se sont attachés et qu'ils ont maintenant du mal à dévaliser. 
C'est alors qu'arrivent les Trochard, en colère car retardés à la douane pour des affaires sanitaires. Trochard exige les livres de comptes de la société car il n'est pas satisfait des bénéfices et intimide Félix Ducotel qui ne sait comment réagir. 
Les trois compères ébauchent alors un plan, avant de les quitter en choisissant une drôle de destination.

## Fiche technique
- Titre : La Cuisine des anges
- Titre original : We're No Angels
- Réalisation : Michael Curtiz
- Scénario : Ranald MacDougall et Albert Husson, d'après la pièce La Cuisine des anges créée le 19 décembre 1951 mise en scène par Christian-Gérard.
- Photographie : Loyal Griggs
- Musique : Friedrich Hollaender
- Production : Pat Duggan
- Société de production : Paramount Pictures
- Société de distribution : Paramount Pictures
- Pays de production :  États-Unis
- Langue originale : anglais américain
- Format : couleur (Technicolor) — 1,85:1 — 35 mm VistaVision — son : Mono (Western Electric Recording)
- Genre : comédie
- Durée : 106 min
- Dates de sortie : 2 novembre 1955
  - États-Unis :
  - France : 2 novembre 1955

## Distribution
- Humphrey Bogart (VF : Claude Péran) : Joseph
- Peter Ustinov (VF : Émile Duard) : Jules
- Aldo Ray (VF : Henry Charett) : Albert
- Joan Bennett (VF : Nicole Vervil) : Amélie Ducotel
- Basil Rathbone (VF : Marc Valbel) : André Trochard
- Leo G. Carroll (VF : Serge Nadaud) : Félix Ducotel
- Gloria Talbott (VF : Francette Vernillat) : Isabelle Ducotel
- John Baer : Paul Trochard
- Lea Penman : Mme Parole
- John Smith : Medical Officer Arnaud
- Louis Mercier : Celeste